# Roseanne Barr
Roseanne Cherrie Barr (Salt Lake City, 3 november 1952) is een Amerikaans comédienne, actrice, rapper en politicus. Ze speelde onder meer in de naar haar vernoemde televisieserie Roseanne, waarin zij en John Goodman de hoofdrollen speelden.
Barr was, nadat ze vroegtijdig stopte met de highschool, onder andere bordenwasser in een restaurant in Salt Lake City. Op 17-jarige leeftijd werd ze moeder; de baby werd ter adoptie afgegeven. Ze trouwde met Bill Pentland en kreeg drie kinderen. Pas zestien jaar later vond Barr haar draai als stand-upcomedian, en in 1987 kreeg ze haar eerste televisieserie: The Roseanne Barr Show. Dit was geen succes en het programma werd al snel stopgezet.
In 1989 speelde Barr een van de hoofdrollen in de film She Devil, met als tegenspeelster Meryl Streep. Alhoewel deze film niet het succes bracht dat ze had verwacht, kreeg ze snel daarna een nieuwe televisieserie: Roseanne. Deze serie zou negen seizoenen lopen en maakte van Barr een nationale bekendheid.
Tijdens de opnames van Roseanne kreeg Barr in 1990 een liefdesrelatie met Tom Arnold, die een bijrol in de serie speelde. Zij scheidde van Pentland en trad vier dagen later in het huwelijk met Arnold. Dit huwelijk duurde vier jaar. Barr beschuldigde Arnold van mishandeling en alhoewel dit nooit bewezen is, werd de echtscheiding een feit.
Een jaar na de scheiding van Arnold trouwde Barr met bodyguard Benjamin Thomas. Met hem kreeg ze haar vijfde kind. In 2002 liep ook dit huwelijk op de klippen.
In 2012 won ze de Peace and Freedom Party conventie, waarmee ze voor deze partij deelnam aan de Amerikaanse presidentsverkiezingen 2012. Ze pleitte onder meer voor milieubescherming en legalisering van cannabis.
In maart 2018 werd er na 21 jaar een nieuw seizoen van Barrs comedyserie Roseanne gemaakt. Zendgemachtigde ABC deed daarmee een poging tv-kijkers te trekken die de aandacht van de Amerikaanse president Donald Trump hadden. De hernieuwde serie haalde 45 miljoen US-dollar reclamegelden op. Na twee maanden werd de serie echter abrupt beëindigd, nadat Barr een politieke tweet had geplaatst. Daarin schreef ze: "Als de moslimbroederschap & planet of the apes een baby kregen=vj’. Met vj bedoelde ze de voormalige presidentiële adviseuse Valerie Jarrett, een dochter van twee Afrikaans-Amerikaanse ouders en geboren in Iran. Barrs tweet betrof een discussie op Twitter over ‘Spygate’. Spygate is een schandaal dat zich afgespeeld zou hebben tijdens de verkiezingen van 2016. Trump beweert dat zijn voorganger Barack Obama een spion installeerde in het Trump-verkiezingsteam. Barr heeft later over de tweet gezegd dat het een zeer slechte grap was en dat ze ten tijde van de tweet onder invloed van medicatie was. Tevens bood Barr haar excuses aan bij Jarrett. Hoewel de serie oorspronkelijk een nieuw seizoen zou krijgen annuleerde ABC alsnog de comedyserie.
De serie kreeg echter wel een spin-off, waarin vrijwel alle andere hoofdrolspelers terugkeerden, genaamd The Conners. Zowel het laatste seizoen van Roseanne als de nieuwe serie The Conners is nog niet in Nederland uitgezonden.

## Filmografie
- The Roseanne Barr Show – televisieserie
- Roseanne – televisieserie
- She Devil (1989) – met o.a. Meryl Streep en Ed Begley jr.
- Look Who's Talking Too (1990) – stem van baby Julie
- A Nightmare on Elm Street 6 (1991)
- Saturday Night Live – televisieprogramma